# Тарасовське сільське поселення (Ростовська область)
Тарасовське сільське поселення — муніципальне утворення у Тарасовському районі Ростовської області.  
Адміністративний центр поселення — селище Тарасівський.
Населення - 10760 осіб (2010 рік).

## Географія
Тарасовське сільське поселення розташовано у центрі Тарасовського району над лівою притокою Сіверсько Дінця річкою Глибока та її лівою притокою річкою Розсош.
Тарасовське селище розташовано на лівому, східному березі Глибокої при впадінні у неї зліва Розсоші. У долині Розсоші положені й хутори Розсош й Смєловка та селище Донська Нива. Хутори Нижня Тарасовка й Липовка положені у долині Глибокої.
У Тарасовському селищі розташована залізнична станція Тарасовка.
Територією поселення проходить з півночі на південь автомагістраль M-4 «Дон» Москва — Вороніж — Ростов-на-Дону — Краснодар — Новоросійськ.

## Адміністративний устрій
До складу Тарасівського сільського поселення входять:
- селище Тарасовське - 9017 осіб (2010 рік),
- селище Донська Нива - 530 осіб (2010 рік),
- хутір Липовка - 162 осіб (2010 рік),
- хутір Нижня Тарасовка - 433 осіоби (2010 рік),
- хутір Розсош - 515 осіб (2010 рік),
- хутір Смєловка - 103 особи (2010 рік).